# Andreas Brøgger
Andreas Brøgger (født 1970) er en dansk kurator, der bor og arbejder i København. Fra 2006 til 2009 var han museumsinspektør ved Vestsjællands Kunstmuseum og  2009-2018 ansat i Nikolaj Kunsthal, først som kurator og fra 2015 som kunsthalschef.
Han er forfatter til en lang række artikler til antologier, udstillingskataloger og aviser og tidsskrifter såsom Dagbladet Information, Politiken, Weekendavisen, Kritik, Øjeblikket, Flash Art, mv. 
Fra 1996 til 2005 var han billedkunstredaktør af Hvedekorn og i perioden 2000-2001 medredaktør af Afsnit P.

## Eksterne referencer
- Interview med Andreas Brøgger